# Проспект (Њујорк)
Проспект (енгл. Prospect) град је у америчкој савезној држави Њујорк.

## Демографија
По попису из 2010. године број становника је 291, што је 39 (-11,8%) становника мање него 2000. године.
| Група             | 2000.       | 2010.       |
| Белци             | 323 (97,9%) | 287 (98,6%) |
| Афроамериканци    | 2 (0,6%)    | 0 (0,0%)    |
| Азијати           | 0 (0,0%)    | 4 (1,4%)    |
| Хиспаноамериканци | 4 (1,2%)    | 0 (0,0%)    |
| Укупно            | 330         | 291         |